# Stacy Valentine
Stacy Valentine   (Tulsa, 9 d'agost de 1970) és una actriu pornogràfica nord-americana. La seva carrera es va desenvolupar principalment entre 1996 i l'any 2000. És l'actual directora de càsting de la revista Penthouse.

## Biografia
Àdhuc en el seu Oklahoma natal, Stacy decideix enviar unes fotos nua a la revista Girl Next Door. Les mateixes, en la qual ja surt lluint el seu primer augment de pit (1994), li permeten guanyar un concurs de fotos amateur. Les fotos són també publicades en la revista Hustler. Llançada la seva carrera com a model de nus decideix donar el salt a les pel·lícules X mudant-se a Los Angeles. Això suposa també la ruptura amb el seu marit.
El 1996 es produeix el seu debut en la pel·lícula Bikini Beach 4. Aquest mateix any es realitza una nova operació d'augment de pit. A poc a poc la seva notorietat dins de la indústria del cinema X va creixent. El 1997 roda Satyr al costat de Jenna Jameson. El 1998 protagonitza en Forever Night, una pel·lícula porno amb ambient de pel·lícula de terror que roda el prestigiós Michael Ninn
.
El 1999 roda The Girl Next Door, un emotiu documental dirigit per Christine Fugate on explica molts detalls tant de la seva vida privada com de la seva carrera com a actriu.
En el 2000 anuncia la seva retirada i es muda a Sant Diego on es dedica a la moda, creant la seva pròpia línia de roba. Posteriorment es trasllada a Florida on és nomenada directora de càsting de Penthouse.

## Curiositats
Eligio el seu pseudònim en coincidir la seva primer pel·lícula amb el Dia de Sant Valentí. De fet, també va anunciar la seva retirada el dia 14 de febrer.

## Filmografia selectiva
- Crack Attack (2001)
- My Plaything – Stacy Valentine (2000)
- The Devil in Miss Jones 6 (1999)
- New Wave Hookers 5 (1998)
- White Angel (1998)
- Forever Night (1998)
- Satyr (1997)
- My Horny Valentine (1997)
- Up and Cummers 31 (1996)

## Premis
- 1997 XRCO Starlet de l'any
- 1997 Editor's Choice – Millor promesa de l'any
- 1998 FOXE Favorita del públic
- 1998 Hot D'Or Millor actriu nord-americana
- 1999 XRCO Actriu de l'anys
- 1999 FOXE Favorita del públic
- 1999 Barcelona International – Millor actriu